# مت کوک
مت کوک (انگلیسی: Matt Cook) مورخ و استاد رشتهٔ تاریخ دوره مدرن در کالج بیرکبک دانشگاه لندن است. دانشگاه آکسفورد در ۵ ژوئن ۲۰۲۳ اعلام کرد که کوک به عنوان نخستین استاد کرسی جاناتان کوپر تاریخ روابط جنسی در کالج منسفیلد آکسفورد در اکتبر ۲۰۲۳ منصوب خواهد شد. این موضوع او را به نخستین استاد تاریخ ال‌جی‌بی‌تی+ در بریتانیا مبدل می‌کند.